# Kedawung (Mondokan)
Kedawung is een bestuurslaag in het regentschap Sragen van de provincie Midden-Java, Indonesië. Kedawung telt 4453 inwoners (volkstelling 2010).